# يوهان بيكر (عالم حشرات)
يوهان بيكر هو عالم حشرات برازيلي، ولد في 1932، وتوفي في 2004.